# 臺南市立體育館
臺南市立體育館位於臺灣臺南市中區（今中西區），落成於1970年、1991年拆除。

## 簡介
臺南市立體育館座落於臺灣日治時期臺南神社的土地上，舊地名為檨仔林（意為芒果林）。臺南神社在二次大戰後改為忠烈祠，並有民眾服務社與救國團等單位。後因臺南市承辦第25屆臺灣省運動會，1969年由當時市長林錫山下令在當地興建大型體育館。而為挪出空地及整頓市容，忠烈祠遂遷至健康路至今，臺南市政府在附近新建友愛市場以安頓臨時市場之攤販。
在初期計畫中，預定興建文化大樓、中山堂與體育館，構成「文化體育中心」。但1970年體育場完工後，並未完成其餘建物。後來此處成為黨外運動人士重要集會場所。最後在施治明主政期間，在1991年7月拆除體育館，改為公11號地下停車場與地上藝術公園。2009年整修後，再改稱檨仔林公園。
2011年6月17日，臺南市政府宣布公11號停車場為臺南市美術館的興建基地。2015年12月18日，臺南市政府舉行臺南市美術館動土典禮。

## 相關
- 臺南神社
- 忠烈祠
- 大台南會展中心

## 外部連結
- 台南市立體育館興建工程 （页面存档备份，存于），中央研究院